# Campos Sales (Ceará)
Campos Sales é um município brasileiro do estado do Ceará. Está localizado na microrregião da Chapada do Araripe, mesorregião do Sul Cearense. Criado pela lei N° 530, detém de 1082,77 km², o Instituto Brasileiro de Geografia e Estatística 2021 estimou sua população em 27.513 habitantes.
Em um dos distritos de Campos Sales, no distrito de Itaguá, se encontra o túmulo de D. Bárbara Pereira de Alencar, revolucionária da Revolução Pernambucana de 1817 e da Confederação do Equador, mãe do político Tristão Gonçalves e avó do escritor José de Alencar.
Código do município: 2302701

## Etimologia

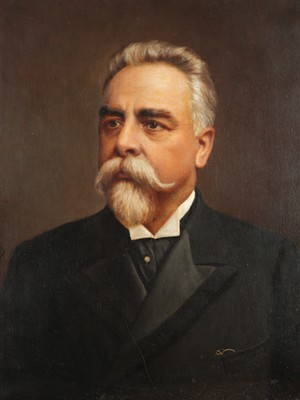
Pintura de Campos Sales feita por volta de 1900

O topônimo Campos Sales é uma alusão ao quarto presidente da República Federativa do Brasil, Manoel Ferraz de Campos Sales. Sua denominação original era Várzea das Vacas, depois Várzea da Vaca e Nova Roma' (em homenagem a alguns imigrantes italianos que por lá viviam na época em que era vila) e, desde 1933, Campos Sales.

## História
Nas terras localizada ao oeste da Chapada do Araripe, viviam várias etnias tais como os índios Kariri, antes da chegada das entradas no interior brasileiro durante o século XVII.
Os integrantes das entradas, militares e religiosos, mantiveram os primeiros contatos com os nativos, estudaram a região dos Kariris, catequizaram, e os agruparam em aldeamentos ou missões.
Os resultados destes contatos e desencadearam notícias que na região tinha ouro em abundância e em  seguida desencadeou-se uma verdadeira corrida para os sertões brasileiros, onde famílias oriundas de Portugal, sonhando com as riquezas de terras inexploradas e com a esperança de encontrar o minério que as levariam a aumentar o seu patrimônio material, além de aumentar o seu prestigio pessoal com a corte portuguesa.
A busca do metal precioso trouxe para a região do Sertão do Cariri, a colonização e, como consequência, a doação de sesmarias, o que permitiu o surgimento de lugarejos e vilas.
Deste contexto surge Campos Sales, um núcleo urbano que cresce ao redor da fazenda Várzea das Vacas, e que consolidou-se como centro comercial devido a sua proximidade com o Piauí.
Em 31 de Janeiro de 1991 por volta das 22:00 h, alguns agricultores presenciaram a queda de um meteorito de categoria Contrito (L5) pesando 3,5 kg batizado de Campos Sales nas coordenadas: 7°02' S; 40°10' W nas proximidades do distrito de Caldeirão mais preciso na localidade de Poço Redondo cerca de 16 km da sede do Município. Esse fato, passa a ser de grande importância para a Astronomia e no campo da pesquisa de meteoritos extraterrenos que são registrados todos os anos. E hoje uma pequena quantidade está no Museu Nacional no Rio de Janeiro.
fonte: CAPO - Clube de Astronomia Pesquisa e Observação de Campos Sales.

## Geografia
Situado ao lado sul da Chapada do Araripe, o território municipal possui dois tipos principais de solo: Bruno não Cálcico, Solos Litólicos, Latossolo Vermelho-Amarelo e Podzólico Vermelho-Amarelo, . As principais elevações são as serras Vermelha e Grande. Já a bacia sedimentar se caracteriza por formar aquíferos, existem várias fontes de água espalhadas por toda a área da chapada.
As principais fontes de água são os riachos: Conceição, Bastiões e Negro; e o açude Poço de Pedra.
A vegetação é bastante diversificada, apresentando domínios de cerradão, caatinga e cerrado. Dentro de sua área existe a Floresta Nacional do Araripe.
O município é dividido em cinco distritos fora a sede: Campos Sales (sede, 1899), Barão de Aquiraz (1951), Carmelópolis (1951), Itaguá (1938), Monte Castelo (1989) e Quixariú (1933).
Possui 08 bairros: Expansão, Alto Alegre, Aparecida, Guarani, Poço, Barragem, Batalhão e Saquinho

### Clima
Tropical quente semiárido com pluviometria média de 670 mm, com chuvas concentradas de fevereiro a abril. Segundo dados do Instituto Nacional de Meteorologia (INMET), referentes ao período de 1962 a 1970, 1973 a 1980, 1982 a 1986 e a partir de 1993, a menor temperatura registrada em Campos Sales foi de 10,8 °C em 7 de julho de 1982, e a maior atingiu 39,4 °C em 25 de setembro de 2023. O maior acumulado de precipitação em 24 horas atingiu 157,6 mm em 9 de abril de 2010. Outros grandes acumulados superiores a 100 mm foram 106,2 mm em 1° de fevereiro de 2008, 100,4 mm e 2 de março de 2011, 100,2 mm em 20 de fevereiro de 2007 e 100 mm em 20 de março de 2010.
| Dados climatológicos para Campos Sales | Dados climatológicos para Campos Sales | Dados climatológicos para Campos Sales | Dados climatológicos para Campos Sales | Dados climatológicos para Campos Sales | Dados climatológicos para Campos Sales | Dados climatológicos para Campos Sales | Dados climatológicos para Campos Sales | Dados climatológicos para Campos Sales | Dados climatológicos para Campos Sales | Dados climatológicos para Campos Sales | Dados climatológicos para Campos Sales | Dados climatológicos para Campos Sales | Dados climatológicos para Campos Sales |
| Mês | Jan                                    | Fev                                    | Mar                                    | Abr                                    | Mai                                    | Jun                                    | Jul                                    | Ago                                    | Set                                    | Out                                    | Nov                                    | Dez                                    | Ano                                    |
| --- | -------------------------------------- | -------------------------------------- | -------------------------------------- | -------------------------------------- | -------------------------------------- | -------------------------------------- | -------------------------------------- | -------------------------------------- | -------------------------------------- | -------------------------------------- | -------------------------------------- | -------------------------------------- | -------------------------------------- |
| Temperatura máxima recorde (°C) | 37,2                                   | 36,4                                   | 36,4                                   | 36,4                                   | 35,4                                   | 35                                     | 34,8                                   | 37,2                                   | 39,4                                   | 38,8                                   | 37,6                                   | 38                                     | 39,4                                   |
| Temperatura máxima média (°C) | 31                                     | 30,6                                   | 29,8                                   | 29,5                                   | 29,5                                   | 29,5                                   | 29,6                                   | 31                                     | 32,8                                   | 33,8                                   | 33,5                                   | 32,6                                   | 31,1                                   |
| Temperatura média compensada (°C) | 25,4                                   | 24,6                                   | 24,2                                   | 24                                     | 23,7                                   | 23,3                                   | 23,4                                   | 24,4                                   | 26                                     | 27,2                                   | 27,3                                   | 26,7                                   | 25                                     |
| Temperatura mínima média (°C) | 20,9                                   | 20,4                                   | 20,2                                   | 19,9                                   | 19,2                                   | 18,6                                   | 18,6                                   | 18,8                                   | 19,9                                   | 21,2                                   | 21,6                                   | 21,5                                   | 20,1                                   |
| Temperatura mínima recorde (°C) | 10,9                                   | 16,1                                   | 12,5                                   | 13,9                                   | 12                                     | 12,1                                   | 10,8                                   | 14,1                                   | 14,8                                   | 11,3                                   | 16,6                                   | 16                                     | 10,8                                   |
| Precipitação (mm) | 99                                     | 111,7                                  | 137,6                                  | 109,4                                  | 35                                     | 4,8                                    | 5,4                                    | 0,9                                    | 2,1                                    | 10,3                                   | 19,8                                   | 63,1                                   | 599,1                                  |
| Dias com precipitação (≥ 1 mm) | 8                                      | 9                                      | 12                                     | 10                                     | 5                                      | 1                                      | 1                                      | 0                                      | 1                                      | 1                                      | 2                                      | 5                                      | 55                                     |
| Umidade relativa compensada (%) | 68,1                                   | 75,7                                   | 79,5                                   | 80,1                                   | 72,9                                   | 65,6                                   | 60,1                                   | 53,1                                   | 46,4                                   | 45,6                                   | 50,4                                   | 56,6                                   | 62,8                                   |
| Insolação (h) | 190,8                                  | 162                                    | 182,2                                  | 192,2                                  | 230,3                                  | 248,4                                  | 268,1                                  | 291,4                                  | 278,7                                  | 270,5                                  | 251,6                                  | 222,4                                  | 2 788,6                                |
| Fonte: Instituto Nacional de Meteorologia (INMET) (normal climatológica de 1981-2010; recordes de temperatura: 01/11/1962 a 30/11/1970, 01/01/1973 a 31/12/1980, 01/01/1982 a 31/12/1985 e a partir de 01/11/1993) |                                        |                                        |                                        |                                        |                                        |                                        |                                        |                                        |                                        |                                        |                                        |                                        |                                        |

## Economia
- Agricultura: algodão arbóreo e herbáceo, banana, mandioca, milho e feijão.
- Pecuária: bovinos, suínos e avícola.
- Indústrias: 21, sendo uma de madeira, uma de material de transporte, quatro metalúrgicas, duas editorial e gráfica (Gráfica Neo Print Impressão Digital e EDJET Gráfica), uma química, seis do mobiliário, quatro de produtos alimentares, duas de produtos minerais não metálicos, e duas de vestuário, calçados e artigos de tecido, couro e peles.

## Cultura
Os principais eventos culturais são a festa da padroeira Nossa Senhora da Penha (última semana de agosto), o festival junino (junho), e o aniversário do município (em média de 26 a 29 de julho).